# Mayan Smith-Gobat
Mayan Smith-Gobat, née en 1979, est une grimpeuse néo-zélandaise. 
Elle fait partie des  quelques femmes  à avoir réalisé une voie de 8c, 
en enchaînant L'arcadémicien, à Céüse.

## Biographie
Inspirée de Lynn Hill,

## Ses bellescroixen falaise
| Date       | Voie           | Site                          | Roche    | Pays             | France | États-Unis | UIAA | Australie | Note           |
| ---------- | -------------- | ----------------------------- | -------- | ---------------- | ------ | ---------- | ---- | --------- | -------------- |
| 05/09/2009 | L'arcademicien | Céüse                         | Calcaire | France           | 8c     | 5.14b      | X+   | 34        | Son premier 8c |
| 19/02/2010 | Blood Meridian | Milford Sound, Little Babylon | Granite  | Nouvelle-Zélande | 8b+    | 5.14a      | X    | 33        | [ article 2 ]  |

## Coupe du monde d'escalade
| Date       | Compétition                      | Place | Final | Année | Organisateur | Pays                  | Lieu              | Note          |
| ---------- | -------------------------------- | ----- | ----- | ----- | ------------ | --------------------- | ----------------- | ------------- |
| 19/05/2006 | difficulté ou vitesse            | 18    | 44    | 2006  | UIAA         | Allemagne             | Dresde            |               |
| 09/06/2006 | bloc                             | 22    | 44    | 2006  | UIAA         | Suisse                | Grindelwald       | [ article 3 ] |
| 26/06/2006 | bloc                             | 26    | 44    | 2006  | UIAA         | Autriche              | Hall              |               |
| 17/06/2006 | ?                                | 28    | 44    | 2006  | UIAA         | Italie                | Fiera di Primiero |               |
| xx/xx/2006 | bloc                             | 40    | 44    | 2006  | UIAA         | Russie                | Moscou            |               |
| 12/07/2006 | difficulté                       | 47    | 44    | 2006  | UIAA         | France                | Chamonix          |               |
| 28/04/2006 | difficulté par équipe            |       | 16    | 2006  | UIAA         | Belgique              | Puurs             |               |
| 16/06/2006 | bloc par équipe                  |       | 17    | 2006  | UIAA         | Italie                | Fiera di Primiero |               |
| 28/09/2007 | difficulté ou vitesse par équipe |       | 20    | 2007  | UIAA         | Belgique              | Puurs             |               |
| 16/02/2008 | bloc (ROCK BRONX Invitational)   |       |       | 2008  |              | Wesseling, Kamouraska | Allemagne         | [ vidéo 4 ]   |